# Cannibales contemplant des restes humains
 Cannibales contemplant des restes humains  (en espagnol : Caníbales contemplando restos humanos) est une peinture réalisée par Francisco de Goya entre 1800 et 1808 qui fait partie d’une série de toiles sur le cannibalisme, la cruauté et la sorcellerie. Cette scène prolonge Cannibales préparant leurs victimes.

## Description
Assis sur une roche, nu, de face, jambes largement ouvertes au centre de la toile, un sauvage exhibe une main et la tête tranchée d’une de ses victimes dont une jambe et des côtes reposent par terre. Trois autres membres de la tribu, assis nus sur le sol, observent la scène, attendant le début de leur repas. Dans le fond un groupe informe vaque à ses occupations à l’entrée d’une grotte.
La scène est sommaire, l’environnement est à peine suggéré, la scène quasi inexistante, les personnages sont flous, brumeux. La force et la violence des personnages ressort avec d’autant plus de force dans ce qui est, pour Arte en Historia, une « allégorie à la nature humaine ».
Les coups de pinceaux sont rapides et précis. Goya se base sur dessins aux contours précis, renforcé de lignes sombres, anticipant l’impressionnisme.